# Marathon de Casablanca
 (février 2022).
Si vous disposez d'ouvrages ou d'articles de référence ou si vous connaissez des sites web de qualité traitant du thème abordé ici, merci de compléter l'article en donnant les références utiles à sa vérifiabilité et en les liant à la section « Notes et références ».
Le Marathon International de Casablanca est une course pédestre de 42,195 km empruntant depuis 1997 les rues de Casablanca, et se déroulant habituellement durant le mois de mars.
Le nombre de participants à l'édition 2006 a dépassé les 15 000 sportifs.

## Palmarès

### Hommes
| Année | Vainqueur           | Temps           |
| ----- | ------------------- | --------------- |
| 2006  | Khalid Boumlili     | 2 h 13 min 01 s |
| 2005  | Amistirop Matui     | 2 h 14 min 34 s |
| 2004  | Boubker El Afoui    | 2 h 10 min 44 s |
| 2002  | Rachid Ghanmouni    | 2 h 12 min 21 s |
| 2019  | Samny Kigen Korir   | 2 h 08 min 32 s |
| 2022  | Samir Jaouher       | 2 h 12 min 27 s |
| 2023  | Johnson-Kiprop Limo | 2 h 13 min 29 s |

### Dames
| Année | Vainqueur           | Temps           |
| ----- | ------------------- | --------------- |
| 2006  | Kiprop Hellena      | 2 h 34 min 43 s |
| 2005  | Esther Saina        | 2 h 40 min 58 s |
| 2002  | Marina Ivanova      | 2 h 57 min 57 s |
| 2019  | LILIAN JEBITOK      | 2 h 31 min 31 s |
| 2022  | Omyangui Jane Moraa | 2 h 34 min 29 s |
| 2023  | Mukami Waithira     | 2 h 29 min 46 s |

## Records
- Record Hommes : 2 h 08 min 32 s ;  Samny Kigen Korir
- Record Dames : 2 h 29 min 46 s ;  Mukami Waithima